# Pielęgnica brabancka Duboisa
Pielęgnica brabancka Duboisa (Tropheus duboisi) – gatunek słodkowodnej ryby z rodziny pielęgnicowatych. Bywa hodowana w akwariach.

## Występowanie
Litoral żwirowy i skalisty wschodniego wybrzeża Jeziora Tanganika w Afryce, na głębokości 3–15 m. Gatunek endemiczny.

## Charakterystyka
Ciało lekko bocznie spłaszczone, krępe. Tułów czarny, głowa granatowo-szara. Od płetwy grzbietowej do płetw brzusznych biegnie szeroki, jasny pas. Dorastają do ok. 13 cm. Młode osobniki mają ubarwienie czarne z licznymi białymi cętkami.
Terytorialne, agresywne (agresja wewnątrzgatunkowa), choć nie tak bardzo jak Tropheus brichardi czy Tropheus moori. Wymagają dużego akwarium. Znanych jest wiele form barwnych. Lubią zeskrobywać glony z kamieni.
Dymorfizm płciowy: trudny do uchwycenia, nieznaczne różnice w kształcie pyska, u samic zaokrąglony, u samców ostro zakończony.

## Warunki w akwarium
| Zalecane warunki w akwarium | Zalecane warunki w akwarium |
| --------------------------- | --------------------------- |
| Zbiornik                    | duże, minimum 150 cm        |
| Temperatura wody            | 25–28 °C                    |
| Twardość wody               | twarda 8–25°n               |
| Skala pH                    | 7,5–9                       |
| Pokarm                      | suchy, głównie roślinny     |

## Rozmnażanie
Gatunek monogamiczny (dobierają się w pary). Samica składa na oczyszczonej skale około 20 ziaren ikry. Zapłodnioną przez samca ikrę samica inkubuje w pysku przez blisko miesiąc. Potrafi w tym czasie pobierać pokarm nie wypuszczając narybku z pyska.